# Myrtle Creek
Myrtle Creek az Amerikai Egyesült Államok északnyugati részén, Oregon állam Douglas megyéjének délnyugati részén, az Interstate 5 mentén, Roseburgtól délre, Tri-Citytől és Canyonville-től pedig északra helyezkedik el. A 2010. évi népszámláláskor 3439 lakosa volt. A város területe 6,5 km², melynek 100%-a szárazföld.

## Történet
A település nevét a közelben megtalálható amerikai babérról (angolul Oregon myrtle) kapta. A helyi postahivatalt 1854-ben alapították, első postamestere Lazarus Wright volt. 1862-ben Wright területét John Hallnak értékesítette, aki 1865-ben itt jelölte ki a majdani város helyét.
A helyiségben két fedett híd is található. A Déli-Myrtle-patakon átívelő Neal Lane Road forgalmát vezető híd 1939-ben épült a déli határon; a 13 méteres műtárgy Oregon egyik legrövidebb fedett hídja, egyben az egyetlen, amelynek mennyezetén hosszanti irányban átívelő gerenda látható.
1990-ben a város a Ló-patakon átívelő korábbi hídból kinyert faanyagból újabb hidat emelt, amely a Myrtle-patak felett két helyi parkot köt össze.

## Éghajlat
A város éghajlata a Köppen-skála szerint mediterrán (Csb-vel jelölve). A legcsapadékosabb hónap december, a legszárazabb időszak pedig a július–augusztus. A legmelegebb hónap augusztus, a leghidegebb pedig december.
| Hónap                         | Jan.  | Feb.  | Már.  | Ápr.  | Máj. | Jún. | Júl. | Aug. | Szep. | Okt. | Nov.  | Dec.  | Év    |
| ----------------------------- | ----- | ----- | ----- | ----- | ---- | ---- | ---- | ---- | ----- | ---- | ----- | ----- | ----- |
| Rekord max. hőmérséklet (°C)  | 21,7  | 26,7  | 29,4  | 34,4  | 41,1 | 39,4 | 42,2 | 43,3 | 42,2  | 38,9 | 25,6  | 23,3  | 43,3  |
| Átlagos max. hőmérséklet (°C) | 10,6  | 12,8  | 15,0  | 17,8  | 21,7 | 25,0 | 29,4 | 30,0 | 27,2  | 20,6 | 12,8  | 8,9   | 19,4  |
| Átlaghőmérséklet (°C)         | 6,4   | 7,5   | 9,2   | 11,7  | 14,8 | 17,5 | 20,8 | 20,9 | 17,8  | 13,1 | 8,6   | 6,1   | 12,9  |
| Átlagos min. hőmérséklet (°C) | 2,2   | 2,2   | 3,3   | 5,0   | 7,8  | 10,0 | 12,2 | 11,7 | 8,3   | 5,6  | 4,4   | 2,2   | 6,3   |
| Rekord min. hőmérséklet (°C)  | −19,4 | −13,3 | −11,1 | −12,8 | −3,3 | 1,7  | 2,8  | 3,9  | −1,1  | −8,3 | −10,6 | −16,1 | −19,4 |
| Átl. csapadékmennyiség (mm)   | 112   | 91    | 92    | 60    | 47   | 24   | 8    | 10   | 19    | 54   | 131   | 154   | 802   |
| Forrás: The Weather Channel   |       |       |       |       |      |      |      |      |       |      |       |       |       |

## Népesség

### 2010
A 2010-es népszámláláskor a városnak 3439 lakója, 1382 háztartása és 930 családja volt. A népsűrűség 529,1 fő/km2. A lakóegységek száma 1521, sűrűségük 234 db/km2. A lakosok 90,7%-a fehér, 0,3%-a afroamerikai, 2,1%-a indián, 0,8%-a ázsiai, 0,1%-a a Csendes-óceáni szigetekről származik, 1,2%-a egyéb, 4,9%-a pedig kettő vagy több etnikumú. A spanyol vagy latino származásúak aránya 4,3% (3,3% mexikói, 0,2% Puerto Ricó-i,  0,8% egyéb spanyol vagy latino származású.)
A háztartások 31,2%-ában élt 18 évnél fiatalabb. 47,5% házas, 14,3% egyedülálló nő, 5,6% egyedülálló férfi, 32,7% pedig nem család. 26,4% egyedül élt; 13,7%-uk 65 éves vagy idősebb. Egy háztartásban átlagosan 2,46 személy élt; a családok átlagmérete 2,92 fő.
A medián életkor 40,5 év volt. A város lakóinak 23,3%-a 18 évesnél fiatalabb, 8,4% 18 és 24 év közötti, 24,2%-uk 25 és 44 év közötti, 26,6%-uk 45 és 64 év közötti, 17,7%-uk pedig 65 éves vagy idősebb. A lakosok 49,1%-a férfi, 50,9%-a pedig nő.

### 2000
A 2000-es népszámláláskor  a városnak 3419 lakója, 1339 háztartása és 914 családja volt. A népsűrűség 526 fő/km2. A lakóegységek száma 1437, sűrűségük 221,1 db/km2. A lakosok 93,45%-a fehér, 0,15%-a afroamerikai, 2,14%-a indián, 0,88%-a ázsiai,  0,57%-a egyéb-, 2,72%-a pedig kettő vagy több etnikumú. A spanyol vagy latino származásúak aránya 3,07% (1,9% mexikói, 0,2% Puerto Ricó-i,  0,9% pedig egyéb spanyol/latino származású.)
A háztartások 34%-ában élt 18 évnél fiatalabb. 50,9% házas, 12,6% egyedülálló nő; 31,7% pedig nem család. 26% egyedül élt; 12,5%-uk 65 éves vagy idősebb. Egy háztartásban átlagosan 2,55 személy élt; a családok átlagmérete 3,06 fő.
A város lakóinak 28,5%-a 18 évesnél fiatalabb, 8,7% 18 és 24 év közötti, 25,7%-uk 25 és 44 év közötti, 22,3%-uk 45 és 64 év közötti, 14,8%-uk pedig 65 éves vagy idősebb. A medián életkor 36 év volt. Minden 100 nőre 91,9 férfi jut; a 18 évnél idősebb nőknél ez az arány 84,1.
A háztartások medián bevétele 30 658 amerikai dollár, ez az érték családoknál $40 000. A férfiak medián keresete $30 559, míg a nőké $22 102. A város egy főre jutó bevétele (PCI) $14 813. A családok 14,4%-a, a teljes népesség 17,4%-a élt létminimum alatt; a 18 év alattiaknál ez a szám 26,9%, a 65 évnél idősebbeknél pedig 13,5%.

## Híres személy
- Jeff Merkley – demokrata szenátor[10]

## Fordítás
Ez a szócikk részben vagy egészben  a   Myrtle Creek, Oregon című angol Wikipédia-szócikk ezen változatának fordításán alapul.  Az eredeti cikk szerkesztőit annak laptörténete sorolja fel. Ez a jelzés csupán a megfogalmazás eredetét és a szerzői jogokat jelzi, nem szolgál a cikkben szereplő információk forrásmegjelöléseként.